# Campionat Mundial de Turismes
El Campionat Mundial de Turismes o World Touring Car Championship, conegut per les sigles WTCC, va ser una competició internacional de turismes organitzada per la FIA entre 2005 i 2017.

## Història
Les seves arrels es remunten a un primer campionat WTCC l'any 1987, com a continuació del Campionat d'Europa de Turismes (ETCC), amb curses fora d'Europa a Austràlia, Nova Zelanda o Japó, essent el primer vencedor Roberto Ravaglia amb un BMW, això no obstant, el campionat va ser suspès per la FIA pels alts costos d'aquest.
El 1993, degut la popularitat de la categoria Supertouring, la FIA va crear la Copa Mundial de Turismes, un esdeveniment anual que reunia cotxes de turismes de diferents campionats del món. La primera carrera, el 1993 al Circuit de Monza, la va guanyar Paul Radisich amb un Ford Mondeo, però no es va entregar un trofeu de constructors. El 1994, Radisich va tornar a guanyar amb un Ford Mondeo, aquesta vegada a Donington Park, però el títol de constructors se'l va emportar BMW. L'any 1995, Frank Biela va guanyar el doblet amb Audi a Paul Ricard. Aquesta copa es va anul·lar l'any següent, degut a la baixa participació.

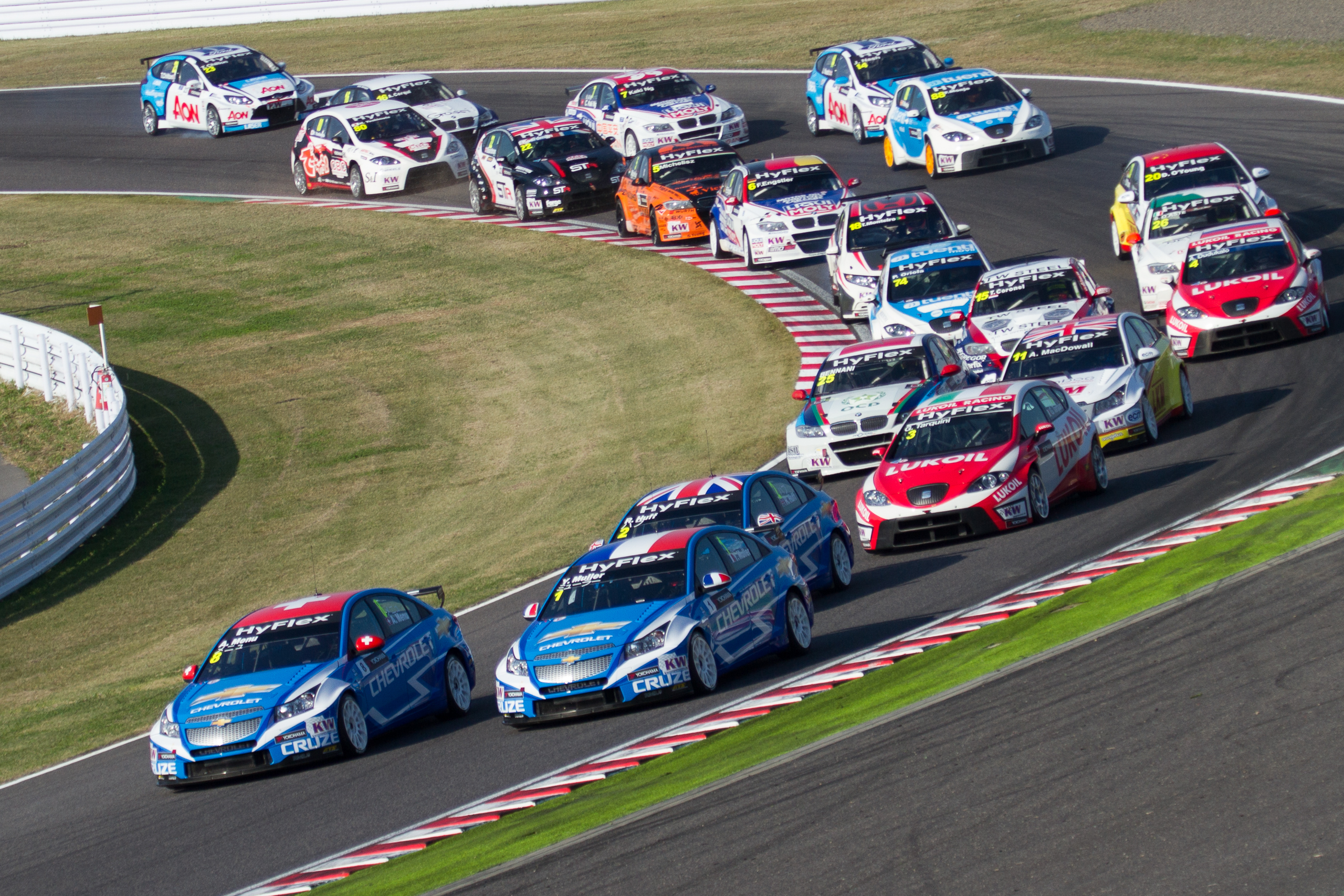
Cursa al circuit de Suzuka el 2012

Gràcies a l'interès dels constructors, l'any 2005, el Campionat d'Europa de Turismes, que es va recuperar l'any 2001, es reconvertí en el Campionat Mundial de Turismes, considerant-se així la tercera competició més important de la FIA després de la Fórmula 1 i el Campionat Mundial de Ral·lis.
El gran dominador d'aquest campionat en els seus inicis va ser Andy Priaulx. Va guanyar de forma molt regular el 2005, amb una sola victòria de cursa. El 2006, va aconseguir cinc victòries però no va convèncer. Al final es va imposar amb un punt d'avantatge sobre el seu company Jörg Müller, i nou sobre Augusto Farfus, d'Alfa Romeo. El 2007 es va imposar gràcies als problemes de SEAT i el seu millor pilot, Yvan Muller, que va trencar motor a la penúltima volta de l'última prova quan anava líder.
Però el 2008 Muller aconsegueix la victòria final gràcies a la regularitat mostrada. Priaulx finalitza la temporada en quarta posició.
Les sèries mundials es van disputar inicialment a Europa amb proves a Gran Bretanya, Alemanya, Espanya, França, Itàlia, Portugal i la República Txeca, però es van internacionalitzar posteriorment amb proves a Argentina, Brasil, Marroc, Mèxic, Macau, Japó, Rússia, Tailàndia, Qatar i Xina.
El campionat va adoptar la normativa TCR per al 2018 i va passar a anomenar-se World Touring Car Cup (WTCR). Els equips oficials de fàbrica van passar a no estar permesos, encara que molts pilots i equips van rebre el suport dels fabricants.

## Palmarès

### Sèries
|      | Pilots            | Pilots               | Pilots                 |  | Constructors             | Constructors                               |
| Any  | Pilot             | Escuderia            | Cotxe                  |  | Constructor              | Cotxe                                      |
| ---- | ----------------- | -------------------- | ---------------------- |  | ------------------------ | ------------------------------------------ |
| 1987 | Roberto Ravaglia  | Schnitzer Motorsport | BMW M3                 |  | Eggenberger Racing No. 7 | Ford Sierra RS Cosworth Ford Sierra RS 500 |
|      |                   |                      |                        |  |                          |                                            |
| 2005 | Andy Priaulx      | BMW Team UK          | BMW 320i               |  | BMW                      | BMW 320i                                   |
| 2006 | Andy Priaulx      | BMW Team UK          | BMW 320si              |  | BMW                      | BMW 320si                                  |
| 2007 | Andy Priaulx      | BMW Team UK          | BMW 320si              |  | BMW                      | BMW 320si                                  |
| 2008 | Yvan Muller       | SEAT Sport           | SEAT León TDI          |  | SEAT                     | SEAT León TDI                              |
| 2009 | Gabriele Tarquini | SEAT Sport           | SEAT León TDI          |  | SEAT                     | SEAT León TDI                              |
| 2010 | Yvan Muller       | Chevrolet RML        | Chevrolet Cruze        |  | Chevrolet                | Chevrolet Cruze                            |
| 2011 | Yvan Muller       | Chevrolet RML        | Chevrolet Cruze        |  | Chevrolet                | Chevrolet Cruze                            |
| 2012 | Robert Huff       | Chevrolet RML        | Chevrolet Cruze        |  | Chevrolet                | Chevrolet Cruze                            |
| 2013 | Yvan Muller       | RML                  | Chevrolet Cruze        |  | Honda                    | Honda Civic                                |
| 2014 | José María López  | Citroën Total WTCC   | Citroën C-Elysée       |  | Citroën                  | Citroën C-Elysée                           |
| 2015 | José María López  | Citroën Total WTCC   | Citroën C-Elysée       |  | Citroën                  | Citroën C-Elysée                           |
| 2016 | José María López  | Citroën Total WTCC   | Citroën C-Elysée       |  | Citroën                  | Citroën C-Elysée                           |
| 2017 | Thed Björk        | Polestar Cyan Racing | Volvo S60 Polestar TC1 |  | Volvo                    | Volvo S60 Polestar TC1                     |

### Privats
| Any  | Pilot             | Escuderia                | Cotxe              |
| ---- | ----------------- | ------------------------ | ------------------ |
| 2005 | Marc Hennerici    | Wiechers-Sport           | BMW 320i           |
| 2006 | Tom Coronel       | GR Asia                  | SEAT León          |
| 2007 | Stefano D'Aste    | Wiechers-Sport           | BMW 320si          |
| 2008 | Sergio Hernández  | Proteam Motorsport       | BMW 320si          |
| 2009 | Tom Coronel       | SUNRED Engineering       | SEAT León 2.0 TFSI |
| 2010 | Sergio Hernández  | Proteam Motorsport       | BMW 320si          |
| 2011 | Kristian Poulsen  | Team Engstler            | BMW 320 TC         |
| 2012 | Norbert Michelisz | Zengő Motorsport         | BMW 320 TC         |
| 2013 | James Nash        | Bamboo-engineering       | Chevrolet Cruze    |
| 2014 | Franz Engstler    | Liqui Moly Team Engstler | BMW 320 TC         |
| 2015 | Norbert Michelisz | Zengő Motorsport         | Honda Civic WTCC   |
| 2016 | Mehdi Bennani     | Sébastien Loeb Racing    | Citroën C-Elysée   |
| 2017 | Tom Chilton       | Sébastien Loeb Racing    | Citroën C-Elysée   |